# Цанавеј (Долина Аосте)
Цанавеј је насеље у Италији у округу Долина Аосте, региону Долина Аосте.
Према процени из 2011. у насељу је живело 36 становника. Насеље се налази на надморској висини од 1685 м.